# Wien Südbahnhof

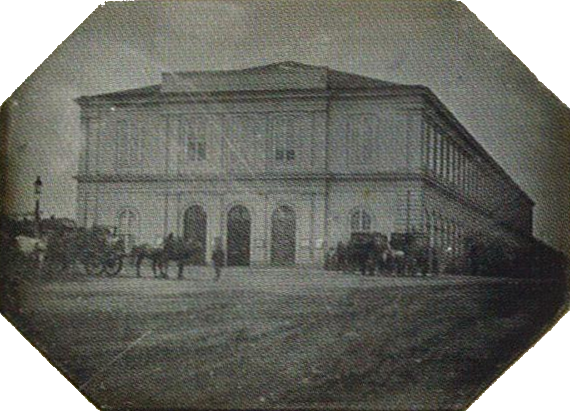
Gloggnitzer Bahnhof około roku 1842

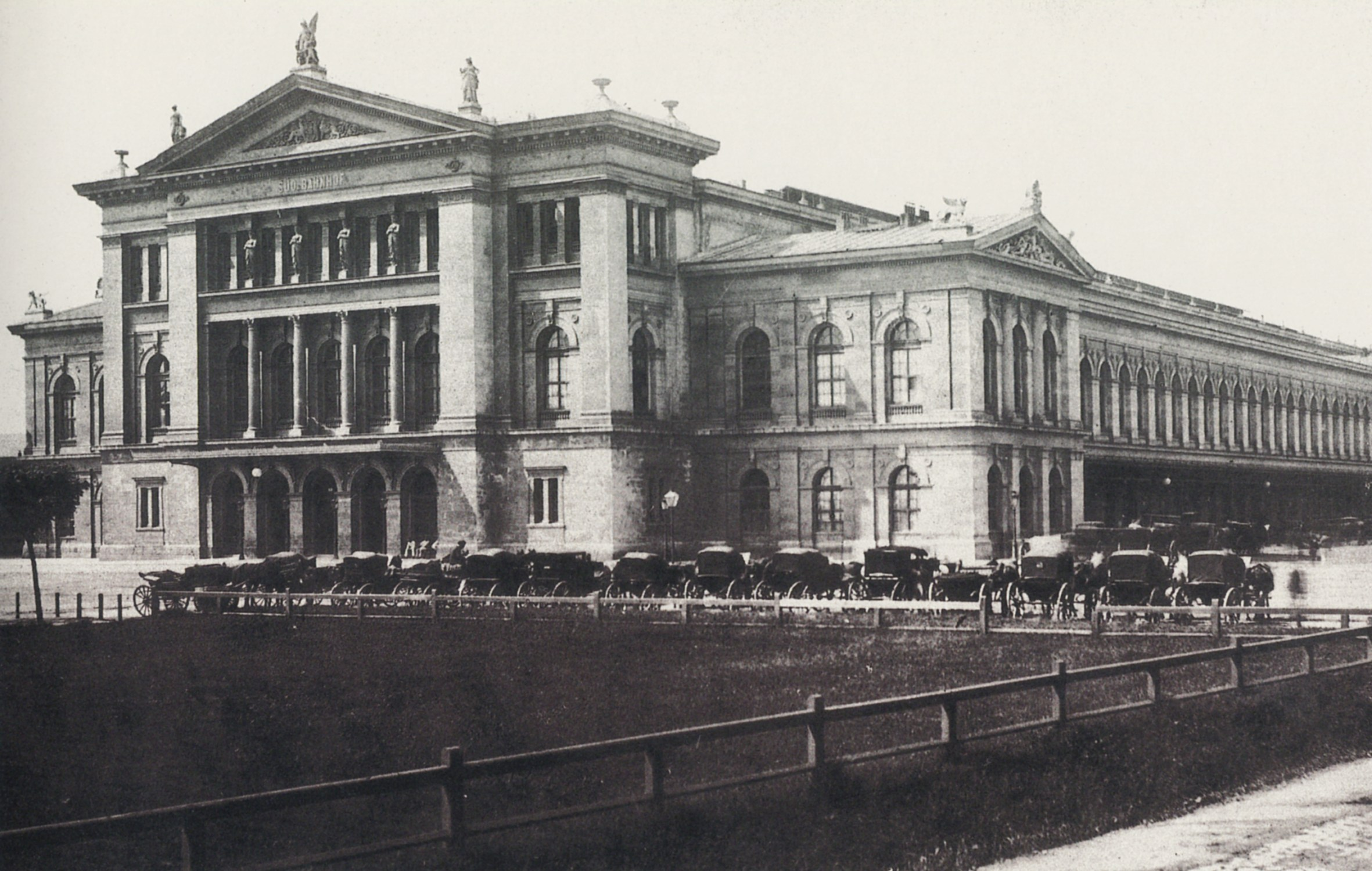
Südbahnhof w 1875 roku

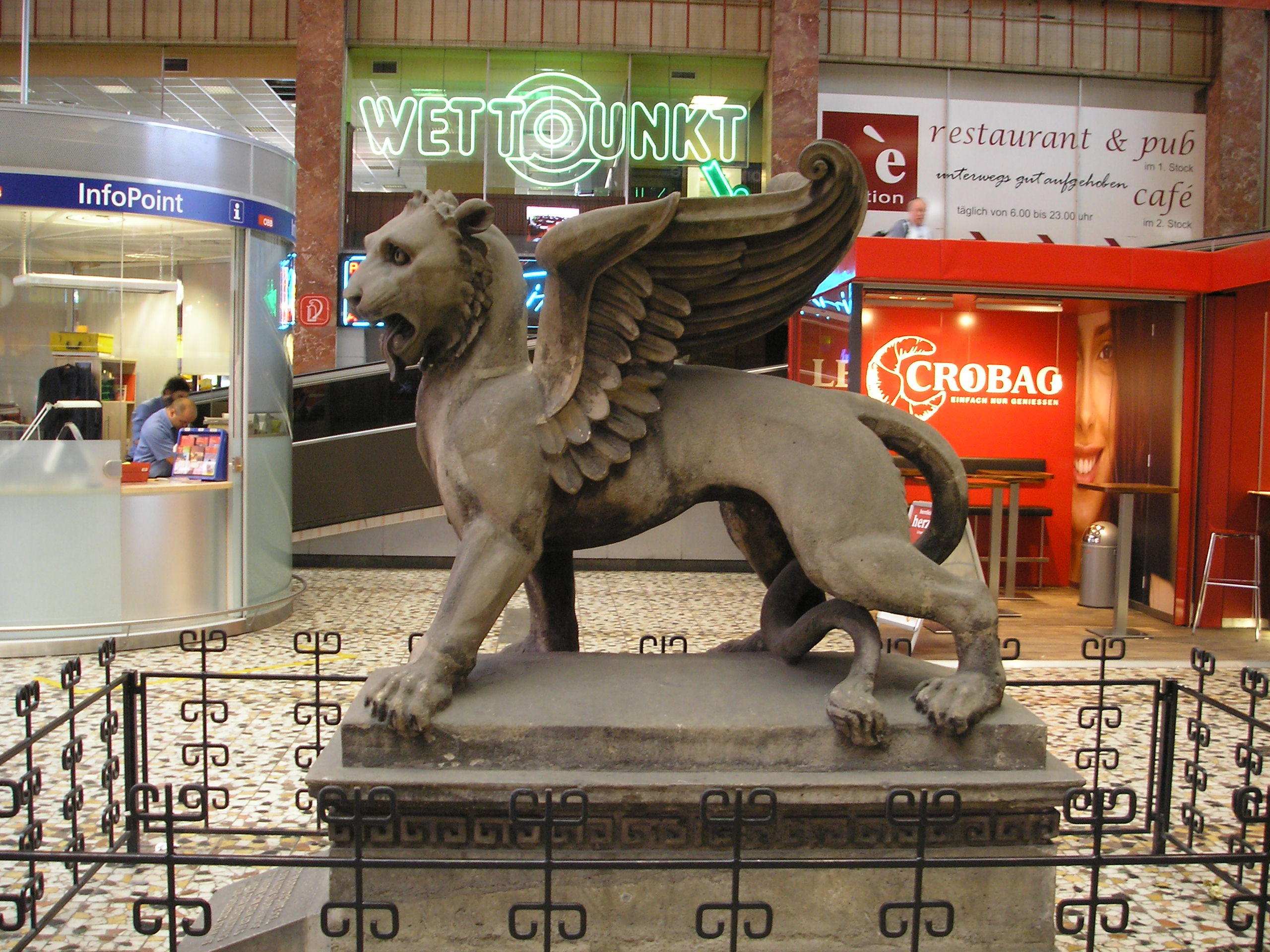
Rzeźba lwa ze starego dworca

Wien Südbahnhof (Wiedeń Południowy) – dawny największy dworzec kolejowy w Wiedniu, położony w południowo-wschodniej części miasta. Kończyły na nim swój bieg pociągi m.in. z Polski, Słowacji i Węgier. W 2009 został zamknięty.
Pierwszym dworcem postawionym w miejscu Wiednia Południowego był Gloggnitzer Bahnhof, powstały w latach 40. XIX wieku
w stylu klasycystycznym. W związku z rozwojem stolicy Austrii oraz wystawą światową na początku lat 70. XIX wieku Gloggnitzer Bahnhof przebudowano pod kierownictwem Wilhelma von Flatticha i w 1874 zmieniono nazwę na Wien Südbahnhof. Położony w południowo-wschodniej części miasta był początkową stacją Kolei Południowej (Südbahn Gesellschaft). Nowa budowla była w stylu klasycystycznym z elementami neorenesansowymi i znacznie przewyższała rozmiarami swoją poprzedniczkę (posiadała 5, a później 6 peronów). Podobnie jak inne wiedeńskie dworce z tamtego okresu posiadał luksusowy Hofsalon, w razie potrzeby przyjęcia pary cesarskich lub innych członków domu panującego.
Stary dworzec legł w gruzach w kwietniu 1945, podczas bombardowania Wiednia przez aliantów. Nie odbudowywano dawnego dworca, tylko w latach 1955–1961 powstał nowy obiekt. Jedynym łącznikiem ze starym dworcem były rzeźby lwów, stojące w dawnym Südbahnhof i umieszczone później w głównej hali nowego dworca.
W 2009 Südbahnhof zamknięto, a w 2010 rozpoczęła się jego rozbiórka. Jego rolę przejął nowy, główny dworzec Wiednia – Wien Hauptbahnhof; pierwsze prace rozpoczęły się w 2007, a otwarty został w 2015.